# Giosy Cento
Giuseppe Cento, detto Giosy (Ischia di Castro, 12 agosto 1946), è un cantautore italiano.
È un presbitero noto per le sue canzoni, sulla scia della cosiddetta musica leggera cristiana. Ha realizzato oltre 900 brani e più di 3600 concerti.

## Biografia
Nato nel piccolo centro di Ischia di Castro, nella provincia di Viterbo il 12 agosto 1946, entrò giovanissimo nel seminario di Montefiascone diventando presbitero il 30 dicembre 1969.
Nel 1971, secondo quanto racconta, una notte dopo la Pasqua mentre recita il Breviario non riesce a pregare e compone la prima preghiera in musica; nasce così il suo primo brano Emmaus inserito nell'album Signore mia Roccia (Ed Dehoniane).
Nel 1974 è inviato come viceparroco a Grotte di Castro, un comune sul lago di Bolsena. Vi diventa parroco nel 1988, restandovi fino al 2000 quando lascia la parrocchia su invito del vescovo della Diocesi di Viterbo Lorenzo Chiarinelli, non riuscendo più a conciliare i suoi impegni di cantautore con quelli pastorali.
È insieme al gruppo musicale dei Parsifal, (composto esclusivamente da giovani), che collabora con lui nei suoi concerti.
Dopo la morte in un incidente stradale di 3 ragazzi tra cui il bassista dei Parsifal, ha fondato l'associazione Ragazzi del cielo Ragazzi della terra che realizza progetti di solidarietà. Molti dei proventi delle vendite dei suoi dischi sono stati donati all'associazione.
È stato direttore artistico del "Meeting dei giovani verso il Giubileo" e delle due serate musicali "Dal Concilio al Giubileo: la canzone di Dio" al Teatro Ariston che si sono tenute a Sanremo il 26-27 novembre 1999.
Nel 1995 è stato consulente musicale del "Meeting dei giovani" di Pompei.

## Discografia

### Album
- 1976 - Sei grande Dio _ Acqua sole verità - (I 45 giri della collana CANTINSIEME Due brani tratti dall'Lp CELEBRIAMO LA NOSTRA SPERANZA) (Paoline)
- 1977 - Una luce tra le mani (Paoline)
- 1978 - Grotte di Castro: Storie Vere (Notte Antica)
- 1978 - Vieni Bambino _ Sei un bambino come noi (Paoline)
- 1978 - Se ci amiamo _ Una bambina con un cuore grande grande - Suore di S.Anna: Per la beatificazione della confondatrice M. Enrichetta (Paoline)
- 1979 - Guarda laggiù l'orizzonte (Paoline)
- 1979 - In principio l'uomo (Paoline)
- 1980 - Tu hai inventato l'amore (Paoline)
- 1980 - Uomo Dio della mia vita (Suore Adoratrici del Sangue di Cristo)(Paoline)
- 1980 - Karamoja (GIOSY CENTO e ZEZIHNO SCJ) (Notte Antica)
- 1981 - Se il chicco di grano (Suore ospedaliere del Sacro Cuore di Gesù) (Pomodoro Studio)
- 1981 - Gesù bambino del mondo _ I re magi (Paoline)
- 1981 - Natale è Natale (Paoline)
- 1981 - Natale in Carovana (Paoline)
- 1982 - Crispino un frate che cerca _ Lodi di Dio Altissimo - Realizzato dal gruppo Cappuccini di Viterbo in collaborazione con Giosy Cento sotto il patrocinio del comitato San Crispino (Notte Antica)
- 1982 - Donna profeta di Dio - Canzoni per Rosa Venerini (Istituto Maestre Pie Venerini) (Pomodoro Studio)
- 1982 - Convegno a Betlemme (Paoline)
- 1982 - Vai ragazzo, vai gabbiano (Paoline)
- 1983 - Le stelle non si spengono (Paoline)
- 1983 - Attendi in linea... ti passo Dio (Paoline)
- 1984 - Preoccupazione in cielo e pace in terra (Paoline)
- 1984 - Madonna del Giglio (Pomodoro Studio)
- 1984 - Concerto per un uomo libero - Canti per Pietro Nolasco (Padri Mercedari) *(Pomodoro Studio)
- 1985 - È il giorno del Signore (Paoline)
- 1985 - L'Emmanuele è il Risorto (Paoline)
- 1986 - Io sono un nomade (Paoline)
- 1986 - Ogni terra è la mia terra (Pontificie Opere Missionarie) (Pomodoro Studio)
- 1986 - Prendi la speranza e cammina (Paoline)
- 1986 - Giovane amico (Paoline)
- 1986 - Signore, mia roccia (Dehoniane)
- 1986 - Madonna della Quercia (Radio Sole - voce del Santuario della Quercia) (Pomodoro Studio)
- 1987 - Fiore di un seme sconosciuto - Musical per Madre Teresa di Gesù Bacq (Suore di Nostra Signora della Mercede) (Pomodoro Studio)
- 1988 - Viventi (Paoline)
- 1988 - Madre Buona (Paoline)
- 1988 - Grotte paese mio (Paoline)
- 1988 - Canzoni per Grotte e per Maria (Pomodoro Studio)
- 1988 - Un Mondo Sincero  (Morning Star, Firenze) album di Fiorenzo Portarena ha partecipato con una canzone don Giosy  (Morning Star)
- 1989 - È in ballo la vita (San Gabriele dell'Addolorata) (Pomodoro Studio)
- 1990 - Dio della Gente (Paoline)
- 1990 - Una vita firmata (Paoline)
- 1991 - Un nuovo vento di carità (Figlie della carità) (Pomodoro Studio)
- 1991 - È nato il re povero (Paoline)
- 1991 - Gioca nella squadra di Dio (Paoline)
- 1992 - Ricevi questo anello (Paoline)
- 1992 - Ragazzi del Villaggio Globale (Paoline)
- 1993 - Non uccidetelo, è innocente (Paoline)
- 1994 - Una Vergine per Madre (Paoline)
- 1994 - Ha scelto gli ultimi: Giosy alla Madonna di Pompei (Pomodoro Studio)
- 1996 - Eucaristia sul mondo (Paoline)
- 1997 - C'è ancora mare (CVS)
- 1999 - Dio di frontiera (Paoline)
- 2000 - Io mi ricordo di te (Cooperazione e Sviluppo O.N.L.U.S.) (Pomodoro Studio)
- 2001 - La finestra della casa di Nazareth (CVS)
- 2002 - Lazzaro G. (Paoline)
- 2003 - Padre Carità - Musical sul beato Luigi Maria Monti (Editrice Monti)
- 2003 - Morte e vita a duello - Dramma musicale (Paoline)
- 2003 - The best of Giosy Cento (Paoline)
- 2005 - Con te andiamo... (Associazione Medaglia Miracolosa "Canton Ticino")
- 2005 - La vela e il vento (Paoline)
- 2005 - Inedito Giosy (Greg Studio - Giosy Cento)
- 2007 - La piccola traccia (Paoline)
- 2008 - Un partner come Dio (Greg Studio)
- 2008 - La nostra storia... una musica (Musicaviva)
- 2009 - Nel mare della vita - Concerto per Pietro Petrillo
- 2010 - Cos'è che muove il cielo (Greg Studio)
- 2011 - Perle Preziose - Stelle Nascoste (Greg Studio - Giosy Cento)
- 2013 - Chiavi d'Amore (Missione Chiesa-Mondo)
- 2014 - Ho fatto un sogno (Greg Studio)
- 2015 - Non cercate me - canzoni per mamma Natuzza (Produzioni Musicali: Andelain Studio Recording)
- 2017 - The best 40 Giosy Cento (Greg Studio - Giosy Cento)
- 2020 - La domenica è festa - Canti per la messa (Paoline)
- 2024 - Perfetta Letizia - Laetitia Amoris (Greg Studio)

### Compilation
- 1976 - Celebriamo la nostra speranza (Paoline)
- 1978 - C'è una primavera (Paoline)
- 1979 - Il tuo volto noi cerchiamo (Paoline)
- 1984 - Benvenuto Dio Bambino (Paoline)
- 1987 - Noi siamo Amore (Paoline)
- 1987 - Bagno di Luce (Santuario di Santa Rita da Cascia) (Pomodoro Studio)
- 1988 - Nataleincanto (Paoline)
- 1988 - Dio è famiglia - Concerto per don Pietro Bonilli (Suore della Sacra Famiglia) (Pomodoro Studio)
- 1988 - Così...per amore:concerto per Padre Monti (Padre Monti) (Pomodoro Studio)
- 1989 - Natale Festa (Paoline)
- 1991 - Chi dite che io sia? (Paoline)
- 1993 - Ti ha dato tutto (Paoline)
- 1995 - Insieme per amore (Paoline)
- 1997 - Maria la Via...a Cristo 2000 - Prodotta Ass.Il mio Dio canta giovane "Regione Campania"- (Boom Records)
- 1998 - 8 settembre - Concerto per Maria Santissima del Suffragio (Pomodoro Studio)
- 2000 - Stella di Vita - Cantiamo la Trinità e Maria (King'S)
- 2003 - ...E Cantando,Danzeranno... Gruppo di spettacolo "Mt.5,13" - Prodotta Ass.Il mio Dio canta giovane "Liguria" (Morning Star Music)
- 2005 - Il Mondo canta Maria (Radio Kolbe Sat.)
- 2006 -  Omaggio Musicale a Maria -Nel 150º anniversario del primo prodigio della Madonna Miracolosa di Taggia- (Carrara)
- 2006 - Il Terzo giorno (CVS)
- 2007 - Grazie Romolo (Produzioni Musicali: Andelain Studio Recording)
- 2009 - Un'altra stella - 3º Festival della Canzone dei Bambini (Brums)
- 2011 - Testimoni dell'incontro (Paoline)
- 2013 - Fatti di Dio - (Percorso di fede con i ragazzi) (Paoline)
- 2014 - Tutto per Amore (Associazione Laici Amore Misericordioso "ALAM" :Beatificazione di Madre Speranza di Gesù)
- 2014 - Canti per gli Sposi (Paoline)
- 2016 - Per la tua Cresima (Paoline)
- 2018 - La messe è molta -  Canti per la veglia missionaria) (Paoline)
- 2019 - Mi ami tu? - (Canti per la veglia vocazionale) (Paoline)
- 2019 - Adoremus - (Canti per l'adorazione eucaristica) (Paoline)
- 2021 - Madre di Dio - (Canti per celebrazioni mariane) (Paoline)
- 2025 - Giubileo Giovani - (Raccolta di venti canti per il Giubileo dei giovani) (Paoline)